# Данноттар
Данноттар (англ. Dunnottar) — село в Канаді, у провінції Манітоба, у складі сільського муніципалітету Сент-Ендрюс.

## Населення
За даними перепису 2016 року, село нараховувало 763 особи, показавши зростання на 9,6%, порівняно з 2011-м роком. Середня густина населення становила 274,1 осіб/км².
З офіційних мов обидвома одночасно володіли 35 жителів, тільки англійською — 725. Усього 60 осіб вважали рідною мовою не одну з офіційних, з них 10 — українську.
Працездатне населення становило 45,7% усього населення, рівень безробіття — 3,1%.
Середній дохід на особу становив $47 243 (медіана $35 430), при цьому для чоловіків — $55 724, а для жінок $38 986 (медіани — $43 221 та $29 472 відповідно).
31,9% мешканців мали закінчену шкільну освіту, не мали закінченої шкільної освіти — 19,1%, 48,9% мали післяшкільну освіту, з яких 23,2% мали диплом бакалавра, або вищий.
| Статево-вікова структура населення | Статево-вікова структура населення | Статево-вікова структура населення | Статево-вікова структура населення | Статево-вікова структура населення |
| ---------------------------------- | ---------------------------------- | ---------------------------------- | ---------------------------------- | ---------------------------------- |
|                                    |                                    |                                    |                                    |                                    |
| Всього                             | Всього                             | 49,3%50,7%                         |                                    |                                    |
| 0 — 14 років                       | 0 — 14 років                       |                                    | 9,2%                               | 9,2%                               |
| 15 — 64 років                      | 15 — 64 років                      |                                    | 58,8%                              | 58,8%                              |
| 65 і більше                        | 65 і більше                        |                                    | 32%                                | 32%                                |
| 85 і більше                        | 85 і більше                        |                                    | 2%                                 | 2%                                 |
| Середній вік (років)               | Середній вік (років)               | 53,851,9                           | 52,8                               | 52,8                               |
| Медіана (років)                    | Медіана (років)                    | 58,857,5                           | 58,0                               | 58,0                               |
| — чоловіки — жінки                 |                                    |                                    |                                    |                                    |

| Походження мешканців:     | Походження мешканців:     | Походження мешканців: | Походження мешканців: | Походження мешканців: |
| ------------------------- | ------------------------- | --------------------- | --------------------- | --------------------- |
| Походження                |                           |                       | осіб                  | %                     |
| Корінні американці        | Корінні американці        |                       | 70                    | 9.15%                 |
| Інше північноамериканське | Інше північноамериканське |                       | 120                   | 15.69%                |
| Європейське               | Європейське               |                       | 655                   | 85.62%                |
| британське                | британське                |                       | 410                   | 53.59%                |
| французьке                | французьке                |                       | 70                    | 9.15%                 |
| українське                | українське                |                       | 165                   | 21.57%                |
| Латинськоамериканське     | Латинськоамериканське     |                       | 10                    | 1.31%                 |

## Клімат
Середня річна температура становить 2,2°C, середня максимальна – 22,7°C, а середня мінімальна – -23,6°C. Середня річна кількість опадів – 521 мм.
| Клімат поселення                              | Клімат поселення | Клімат поселення | Клімат поселення | Клімат поселення | Клімат поселення | Клімат поселення | Клімат поселення | Клімат поселення | Клімат поселення | Клімат поселення | Клімат поселення | Клімат поселення | Клімат поселення |
| Показник                                      | Січ.             | Лют.             | Бер.             | Квіт.            | Трав.            | Черв.            | Лип.             | Серп.            | Вер.             | Жовт.            | Лист.            | Груд.            |                  |
| Середній максимум, °C                         | −12,52           | −8,72            | −2               | 7,70             | 15,98            | 21,84            | 22,65            | 21,83            | 16,15            | 9,36             | −0,8             | −10,44           |                  |
| Середня температура, °C                       | −18,06           | −14,26           | −7,55            | 2,16             | 10,44            | 16,29            | 19,13            | 18,29            | 12,61            | 5,82             | −4,3             | −13,98           |                  |
| Середній мінімум, °C                          | −23,61           | −19,81           | −13,08           | −3,38            | 4,90             | 10,76            | 15,58            | 14,77            | 9,10             | 2,29             | −7,83            | −17,51           |                  |
| Норма опадів, мм                              | 19               | 11               | 22               | 25               | 54               | 93               | 84               | 74               | 53               | 42               | 24               | 20               |                  |
| Середньомісячна швидкість вітру, м/с          | 3.80             | 3.70             | 3.90             | 4.06             | 4.10             | 3.78             | 3.50             | 3.60             | 4.00             | 4.30             | 4.20             | 3.90             |                  |
| Середньомісячна сонячна радіація, кДж/м²·день | 4281             | 7674             | 12689            | 17144            | 20093            | 21171            | 21387            | 18159            | 12427            | 7321             | 4153             | 3138             |                  |
| --------------------------------------------- | ---------------- | ---------------- | ---------------- | ---------------- | ---------------- | ---------------- | ---------------- | ---------------- | ---------------- | ---------------- | ---------------- | ---------------- | ---------------- |
| Джерело:                                      |                  |                  |                  |                  |                  |                  |                  |                  |                  |                  |                  |                  |                  |